# Hermann Pirich
Hermann Paul Pirich (* 26. April 1906 in Pettau, Österreich-Ungarn; † 1980 in Leonberg) war ein österreichischer Journalist, Redakteur und Schriftsteller.

## Leben
Hermann Pirich wuchs in Pettau auf. Er emigrierte, als die Untersteiermark nach dem Ersten Weltkrieg Teil Jugoslawiens wurde. Die Reifeprüfung legte er im Jahre 1924 in Österreich am Klagenfurter Gymnasium ab. Anschließend studierte er an der Grazer Universität Rechtswissenschaft und promovierte 1928 zum Doktor der Rechte.
Im Jahre 1929 begann er in München mit dem Studium der Philosophie, Germanistik und Slawistik und war journalistisch tätig. Im selben Jahr lernte er in München seine spätere Frau Margarete Diederichs kennen. Zunächst arbeitete er für die München-Augsburger Abendzeitung. Von 1932 bis 1933 wurde er Mitarbeiter der Satirezeitschrift Simplicissimus; zur selben Zeit schrieb er auch für das antisemitische Hetzblatt die Brennessel. Im Knorr & Hirth Verlag arbeitete er unter Anton Betz in der Anzeigenabteilung und im Archiv und wurde schließlich Redakteur der Münchner Illustrierten Presse, aus der er am 25. April 1933 auf Befehl der Staatspolizei fristlos entlassen wurde. Es folgten vier Jahre ohne feste Stellung, drei Jahre schrieb er unter dem Pseudonym Franzjoseph Friedl, im vierten Jahr veröffentlichte er wieder unter eigenem Namen. Zum 1. Mai 1937 trat er der NSDAP bei (Mitgliedsnummer 4.577.950) und war seit dem 1. April 1937 als verantwortlicher Feuilleton-Redakteur bei der nationalsozialistischen Berliner Tageszeitung Der Angriff für Kurzgeschichten und Romane zuständig. Dort blieb er, bis er Anfang März 1940 eingezogen wurde. Frau und Söhne brachte er von Berlin in seine Geburtsstadt Pettau.
Pirich, der fließend Slowenisch sowie Serbokroatisch sprach, trat zum 1. Juli 1933 der SS bei (SS-Nummer 142.158). Im Jahre 1940 kam er als Kriegsberichter der SS-Standarte Kurt Eggers zum Kriegseinsatz. Drei Jahre darauf wurde er zu einem Panzerregiment strafversetzt und als Kommandant im Juli 1943 bei Belgorod in Russland schwer verwundet. Nach seiner Genesung war Pirich von Januar 1944 bis April 1945 in der Operationszone Adriatisches Küstenland als Chefredakteur bei der Deutschen Adriazeitung in Triest tätig.
Nach Kriegsende wurde Pirich aufgrund seiner Tätigkeit als Kriegsberichterstatter vom amerikanischen Geheimdienst angeworben. In der Sowjetischen Besatzungszone wurden seine Schriften Die verrufene Insel (Die Heimbücherei, Berlin 1942) und Wir sind gerade dabei (Verl. Die Heimbücherei, Berlin 1944) auf die Liste der auszusondernden Literatur gesetzt. Pirich remigrierte 1947/48 nach Deutschland, wo er zunächst als politischer Redakteur in Aachen tätig wurde. Später baute er die Zeitschrift "Lies mit nach 5" auf, die im Holtzbrinck-Verlag erschien. Ab dem Jahre 1956 wurde er in Berlin Redakteur beim „Tagesspiegel“. In dieser Zeit verfasst er auch Theatertexte. Die Stelle beim Tagesspiegel unterbrach er einmal, kehrte aber Mitte der 60er Jahre als politischer Redakteur wieder zurück.
Pirich war ein scharfer Beobachter des Zeitgeschehens, das er vor und während des Dritten Reiches in Reportagen und Romanen und nach 1945 in Leitartikeln, Dramen und Kurzgeschichten beschrieb und kommentierte. Zahlreiche Erlebnisse und Details seines Lebens, insbesondere die von ihm selbst in Brief und in einem Tagebuch aufgezeichneten Beschreibungen und Wertungen seiner eigenen Gratwanderung zwischen Anpassung an das nationalsozialistische System und seinem Aufbegehren gegen dieses System hat das Süddeutsche Zeitung Magazin in einem Schwerpunktthema eingehend dokumentiert. Pirichs Enkelin, Carolin Pirich bezieht sich darin auf ein umfangreiches von ihr ausgewertetes Archiv ihres Großvaters. Unter anderem zitiert sie einen Brief, den Hermann Pirich am 17. Januar 1941 an den Hauptsturmführer seiner SS-Kriegsberichter-Kompanie geschrieben hat:

„Mit der Zeit neigt bekanntlich auch der Widerspenstigste dazu, selber schließlich das zu glauben, was man ihm hartäckig und ohne müde zu werden vorerzählt.(...)Es ist ja alles so erbärmlich.“

 Carolin Pirich bezog in dem im SZ-Magazin veröffentlichten Porträt ihres Großvaters  dessen im Bundesarchiv Berlin-Lichtenfelde gesammelten personenbezogenen Akten der SS-Mitglieder mit ein und schließt daraus:

„Er war nicht der Außenseiter im Reich der Verbrecher.(...)Er war kein Held. Aber er gehörte auch nicht zu den Henkern. Er lavierte sich so durch. Bis zu seinem Lebensende haderte er damit, dass er sich nicht getraut hatte, den Mund aufzumachen.“

Nach dem Tode seiner Frau Margarete Pirich-Diederichs, die ebenfalls als Journalistin und Schriftstellerin tätig war, ging er im Jahre 1971 in den beruflichen Ruhestand und starb im Jahre 1980 mit 74 Jahren nach einem Schlaganfall im Krankenhaus.

## Werke
- Die verrufene Insel. Eine Erzählung aus deutschem Grenzland. Die Heimbücherei, Berlin 1938
- Südsteirisches Grenzland, Roman (1939)
- Wir sind gerade dabei. Erlebnisse und Randbemerkungen eines Kriegsberichters zwischen Gibraltar und Leningrad. Die Heimbücherei, Berlin 1944
- Drehscheibe Triest – Der Adriaraum im Zeitraffer der Deutschen Adria-Zeitung. Triest, 1945